# EXTREME DIAMOND
『EXTREME DIAMOND』（エクストリームダイヤモンド）は、日本の女性アイドルグループ『IS:SUE』の3枚目のシングル。2025年5月21日にLAPONE GIRLSより発売。

## 概要
2025年3月19日にYouTubeにて公開された「DIGITAL SINGLE ”Love MySelf”リリース記念TALK LIVE」にて、映像の最後に謎のQR画像が映し出されるというユニークな形で本シングルのリリース発表を行った。
本シングルでは、極度の熱と圧力条件下で形成され、研磨を経て1人1人がもつ本来の美しさや価値を極大化するダイヤモンドをテーマに、失敗を恐れず自身を磨き続け、外からの刺激を多彩な光に変えてより一層輝きを増していく姿を表現した。。
リード曲は『SHINING』は、統一性を強調される社会の中でも屈せず、衝撃を受けるほど輝きを増していくダイヤモンドのように、自分だけが本来もっている色や価値観で周りを照らし出していくというメッセージが込められている。また、2月25日にデジタルリリースした『Love MySelf』では、メンバーのRINOが作詞に初参加している。

## 収録曲

### 初回限定盤A
CD+DVD
CD収録内容
1. SHINING[12]
作詞：Masami Kakinuma、Hiyori Nara、Kana Koizumi、eill、Mio Jorakuji
作曲：LOGOS、Kurtz、XD、Seo9、susoo
編曲：LOGOS, Kurtz、Seo9
  - Hiyori Naraは『CONNECT』『STATIC』の作詞を手掛けている。また、Masami Kakinumaも『CONNECT』の作詞を手掛けている。
  - LOGOS、Kurtzは『CONNECT』『STATIC』『THE FLASH GIRL』『Tiny Step』『Butterfly』の作曲を手掛けている。また、XDも『THE FLASH GIRL』、『Tiny Step』、『Butterfly』の作曲を手掛けている。
2. NO Game Over[12]
作詞：Rike Kiriyama、Aeloui、KAHOH、Masato Kanai
作曲：T-Ma、Alex Karlsson、Mim Nervo、Olivia Nervo
編曲：T-Ma
3. Starstruck[12]
作詞：Jinli(Full8loom)、eill、sorano、Masami Kakinuma
作曲：Gloryface(Full8loom)、Jinli(Full8loom)、Buppadyddy(Full8loom)
編曲：Gloryface(Full8loom)、Buppadyddy(Full8loom)
4. SHINING（Instrumental）

DVD収録内容
1. 「2024 1ST IS:SUE ASSEMBLE - WE ARE IS:SUE」LIVE PERFORMANCE #1
  1. CONNECT（ASSEMBLE ver.）
  2. Butterfly
  3. THE FLASH GIRL
  4. 蝶々結び
Aimerによる同名楽曲のカバー。

### 初回限定盤B
CD+DVD
CD収録内容
1. SHINING
2. NO Game Over
3. Love MySelf[12]
作詞：CHIEMI、gratia、Maika Sato、Kana Koizumi、RINO
作曲：LOGOS、Kurtz、XD
編曲：LOGOS、Kurtz
  - 2025年2月25日に本シングルの発売に先駆けて配信限定リリースされた[1]。
  - 『Reebok × IS:SUE CLASSIC NYLON』CMソング[14]
4. NO Game Over（Instrumental）

DVD収録内容
1. 「2024 1ST IS:SUE ASSEMBLE - WE ARE IS:SUE」LIVE PERFORMANCE #2
  1. STATIC（ASSEMBLE ver.）
  2. Breaking Thru the Line
  3. Tiny Step［ENCORE］
  4. THE FLASH GIRL［ENCORE］

### 通常盤
CD
1. SHINING
2. NO Game Over
3. Starstruck
4. Love MySelf

### UNIVERSAL MUSIC STORE限定盤
CD＋リボン付きBOOKMARKER
1. SHINING
2. NO Game Over
3. Starstruck
4. Starstruck（Instrumental）

### FC限定盤
CD+DVD
1. SHINING
2. NO Game Over
3. Love MySelf
4. Love MySelf（Instrumental）

## チャート成績
オリコンチャート
- オリコンデイリーシングルランキング（2025年5月21日付）で2位[3]。

| 日付             | 順位 | 推定売上枚数 | 出典   |
| ---------------- | ---- | ------------ | ------ |
| 2025年05月20日付 | 3位  | 43,505枚     | [ 18 ] |
| 2025年05月21日付 | 2位  | 05,816枚     | [ 3 ]  |
| 2025年05月22日付 | 4位  | -            | [ 19 ] |
| 2025年05月23日付 | 6位  | -            | [ 20 ] |
| 2025年05月24日付 | 3位  | 01,656枚     | [ 21 ] |
| 2025年05月25日付 | 5位  | -            | [ 22 ] |

- オリコン週間シングルランキング[注 1]（2025年6月2日付）で4位。初週売り上げは54,667枚[4]。

| 日付             | 順位 | 推定売上枚数 | 出典   |
| ---------------- | ---- | ------------ | ------ |
| 2025年06月2日付  | 4位  | 54,667枚     | [ 4 ]  |
| 2025年06月9日付  | 18位 | 2,857枚      | [ 23 ] |
| 2025年06月23日付 | 12位 | 3,539枚      | [ 24 ] |
| 2025年06月30日付 | 14位 | 3,005枚      | [ 25 ] |

- オリコン週間合算シングルランキング[注 1]（2025年6月2日付）で4位。換算売上ポイントは58,008pt[5]。

Billboard JAPAN
- Billboard JAPAN 週間シングル・セールス・チャート[注 1]「Top Singles Sales」（2025年5月28日公開）で4位。初週売上枚数は60,197枚[6]。

| 日付             | 順位 | 推定売上枚数 | 出典   |
| ---------------- | ---- | ------------ | ------ |
| 2025年05月28日付 | 4位  | 60,197枚     | [ 6 ]  |
| 2025年06月4日付  | 30位 | 1,930枚      | [ 26 ] |
| 2025年06月11日付 | 97位 | -            | [ 27 ] |
| 2025年06月18日付 | 12位 | 4,401枚      | [ 28 ] |

- Billboard JAPAN 総合ソング・チャート「JAPAN Hot 100」[注 1](2025年5月28日公開)で「SHINING」が9位[7]。
- Billboard JAPAN ダウンロード・ソング・チャートDownload Songs」[注 1](2025年5月28日公開)で「SHINING」が93位[8]。

タワーレコード
- TOWER RECORDS ONLINE「J-POPシングル ウィークリーTOP30」（2025年5月22日付）[注 2]で4位[29]。

## テレビ番組での披露

### SHINING
- 2025年5月23日深夜に日本テレビ系で放送された『バズリズム02』に出演し、「SHINING」をテレビで初披露した[30]。

注釈がない番組は『SHINING』をフルサイズで披露。
| 放送日         | 番組名                 | 放送局       | 出典   | 注釈                       |
| -------------- | ---------------------- | ------------ | ------ | -------------------------- |
| 2025年05月23日 | バズリズム02           | 日本テレビ系 | [ 30 ] | [ 注 3 ] [ 注 4 ]          |
| 2025年05月24日 | MUSIC FAIR             | フジテレビ系 | [ 31 ] | [ 注 3 ]                   |
| 2025年05月26日 | CDTVライブ！ライブ！   | TBS系        | [ 32 ] | [ 注 3 ] [ 注 4 ] [ 注 5 ] |
| 2025年05月30日 | 超超音波               | テレビ東京   | [ 33 ] | [ 注 3 ]                   |
| 2025年06月14日 | 沼にハマってきいてみた | NHK Eテレ    | [ 34 ] | [ 注 3 ]                   |
| 2025年06月26日 | M COUNTDOWN            | Mnet         | [ 35 ] | [ 注 3 ] [ 注 6 ]          |

### NO Game Over
- 2025年5月23日深夜にフジテレビで放送された『週刊ナイナイミュージック』に出演し、「NO Game Over」をテレビで初披露した[36]。

| 放送日         | 番組名                   | 放送局     | 出典   | 注釈              |
| -------------- | ------------------------ | ---------- | ------ | ----------------- |
| 2025年07月02日 | 週刊ナイナイミュージック | フジテレビ | [ 36 ] | [ 注 3 ] [ 注 7 ] |